# Мамаев курган
Мамаев курган е хълм с мемориален комплекс, включващ паметници, братски могили и църква „Вси светии“, намиращ в централната част на Волгоград.

## Хълм
Названието на хълма идва от името на татарския кан Мамай, живял в този край. Височината на хълма е 102 метра и е важна стратегическа точка за военни действия – най-високата точка в района на града.

## Битка
На хълма по време на Битката при Сталинград през Втората световна война се провеждат тежки сражения (особено от септември 1942 до януари 1943 г.), когато хълмът неоднократно преминава от съветски в германски ръце и обратно.

## Мемориал
След войната на това място е построен мемориален комплекс „Родината-майка зове“. Комплексът е изграден от 5500 тона стоманобетон и 2400 тона метална конструкция (без основите) и е висок 85 метра. Централно място в него заема статуя на жена, вдигнала меч, който е изработен от неръждаема стомана и има височината 29 метра и маса 14 тона. Статуята стои на постамент, висок само 2 метра, който е част от фундамент с дълбочина 16 метра. Снабдена е с отвори за преминаване на вятъра и с ефектно осветление. Сложните изчисления на конструкцията са направени от известния инженер Николай Никитин, който по-късно проектира и Останкинската телевизионна кула) в Москва.